# Couratari atrovinosa
Couratari atrovinosa är en tvåhjärtbladig växtart som beskrevs av Ghillean `Iain' Tolmie Prance. Couratari atrovinosa ingår i släktet Couratari, och familjen Lecythidaceae. IUCN kategoriserar arten globalt som starkt hotad. Inga underarter finns listade i Catalogue of Life.